# Chaetopleurophora flavimarginata
Chaetopleurophora flavimarginata är en tvåvingeart som beskrevs av Rudolf Beyer 1958. Chaetopleurophora flavimarginata ingår i släktet Chaetopleurophora och familjen puckelflugor.
Artens utbredningsområde är Myanmar. Inga underarter finns listade i Catalogue of Life.